# Amstel (schip, 1917)
Het stoomschip Amstel was een Nederlands schip dat in april 1919 op reis van Göteborg naar Rotterdam vermist werd; later bleek dat het op 2 april 1919 gezonken was. Alle 20 opvarenden kwamen bij deze scheepsramp om het leven.

## Beschrijving
Het stoomschip Amstel was eigendom van rederij P.A. van Es & Co. te Rotterdam. Het schip vertrok op 2 april met een lading zinkerts en twee passagiers van Göteborg naar Rotterdam maar kwam op de vastgestelde tijd aldaar niet aan. De bemanning bestond uit 18 koppen, bijna allemaal Rotterdammers, en twee passagiers, de toneelspeelster Enny Vrede en haar echtgenoot, mr. Frans Vlielander Hein, die kort daarvoor te Kristiania in het huwelijk getreden waren. Men begon zich zorgen te maken toen het schip reeds vijf dagen te laat was en dacht eerst dat het schip misschien op een mijn gelopen of door een storm overvallen was. De rederij won met de hulp van het ministerie van Buitenlandse Zaken inlichtingen in Engeland in maar de Amstel was nergens opgebracht.
Andere schepen, die hetzelfde traject hadden afgelegd, dat twee en een half tot drie dagen vergde, hadden niets bijzonders opgemerkt. Het draadloos station te Scheveningen seinde nu aan alle schepen en stations dat de Amstel waarschijnlijk verloren was gegaan en verzocht om inlichtingen omtrent het schip.  De Amstel werd als tijdingloos gemeld. Op 5 april spoelden bij Korshavn Marstrand twee reddingsboeien en enig wrakhout aan, dat gemerkt was met Amstel. Uit Skagen werd gemeld dat een Zweedse motorboot op een reis van Göteborg naar Skagen een reddingsboei van de Amstel had opgepikt, waarop men dacht dat de Amstel door een mijnontploffing verloren zou zijn gegaan. Van Korshamn-Harmstad werd gemeld dat op 5 april, drie dagen na het vertrek van de Amstel, aldaar een reddingsboei, gemerkt met Amstel, was aangedreven. Stukken van een reddingsboot en uit elkaar geslagen luiken leken erop te wijzen dat het stoomschip door een mijnontploffing te gronde was gegaan.
In de maand april werd een vrouwenlijk gevonden nabij Gröte, waarvan men eerst aannam dat dit het lijk van toneelspeelster Enny Vrede was. Later bleek het echter te gaan om het stoffelijk overschot van de Zweedse buffetjuffrouw Anna Bersson, in leven werkzaam op een Zweeds stoomschip.

## Opvarenden

### Bemanning
- Johannes  Tonnes Barbillon, eerste stuurman, Rotterdam
- Germing, donkeyman, Rotterdam
- Grotepas, stoker, Rotterdam
- M.A. Heynedijk, tweede machinist, Groningen
- Johan Kamps, matroos, Rotterdam ( geboren in Groningen)
- Kop, matroos, Rotterdam
- B. van Langeveld, bediende, Rotterdam
- Meijer, stoker, Rotterdam
- Overhoff, matroos, Rotterdam
- Postma, bediende, Harlingen
- De Rode, stoker, Rotterdam
- Van Schaik, bootsman, Rotterdam
- Tjaard Sterenberg, kapitein, Rotterdam
- Veenhof, eerste machinist, Rotterdam
- Jan Verkerk, matroos,  Rotterdam
- R. Vermeulen, tweede stuurman, Gouda
- M.N. de Vries, derde machinist, Den Haag
- T.L. van Welsen, kok, Amsterdam

### Passagiers
- Mr. F.E. Vlielander Hein, juridisch adviseur bij de Koninklijke Nederlandsche Gist- en Spiritusfabriek te Delft en neef van Louis Couperus
- Enny Vrede (artiestennaam van Maria Magdalena Müller), toneelspeelster, echtgenote van Vlielander Hein